# Haydée Politoff
Haydée Politoff est une actrice française, née le 25 mai 1946 à Saint-Denis en Seine-Saint-Denis.

## Biographie
Haydée Politoff est née à Saint-Denis. Son père, d'origine russe, était un admirateur d'Alexandre Dumas, et le prénom Haydée est choisi sur le modèle de la princesse Haydée du Comte de Monte-Cristo. Son père meurt lorsqu'elle a quatre ans et elle est élevée par sa mère et son beau-père. Elle quitte le lycée en seconde, parce qu'elle « n'y comprenait plus rien » en mathématiques.

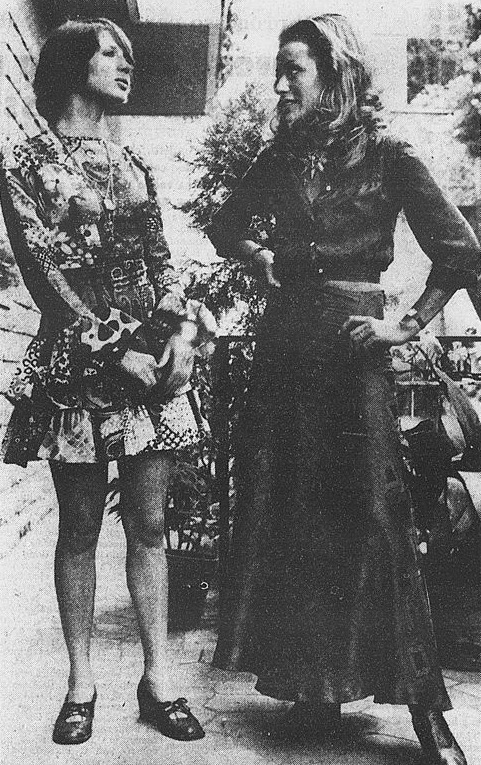
Avec Silvia Monti à Rome en 1970.

Après avoir pris des cours de dessin, elle croise au Café de Flore Éric Rohmer qui lui propose le rôle féminin principal dans La Collectionneuse (1967). Rohmer décide de laisser la part belle à l'improvisation et à la co-écriture des dialogues par les trois acteurs, ce qui fait qu'Haydée Politoff coécrit ses propres tirades. Le film rencontre un certain succès, puisqu'il est visionné par quelque 300 000 spectateurs, et sa « coupe garçonne » fera des émules. Le film sera également remarqué par Marcel Carné qui engage l'actrice pour jouer dans son film suivant, Les Jeunes Loups (1968).
Elle joue aux côtés de Macha Méril et Jean Rochefort dans la comédie bretonne Ne jouez pas avec les Martiens d'Henri Lanoë. Puis elle s'envole en 1968 pour la Polynésie française où elle tourne Bora Bora, un drame érotique réalisé par l'italien Ugo Liberatore qui sera sans doute le plus grand succès de l'actrice, réunissant 6 088 562 spectateurs dans les salles italiennes, plaçant le film à la 8e position du box-office Italie 1968-1969. Elle enchaîne la même année le tournage à Rome de La Contestation réalisé par Giuliano Biagetti sur un scénario de l'autrice italienne Dacia Maraini : elle y joue une jeune femme libre qui multiplie les emplois alimentaires et les aventures romantiques. Elle devient ensuite actrice de giallo dans le film suivant de Biagetti, Les Allumeuses.
Elle tourne dans les années qui suivent avec Pasquale Festa Campanile, Enzo G. Castellari ou Tonino Cervi avant de revenir en France en faisant une apparition dans L'Amour l'après-midi d'Éric Rohmer et surtout en ayant un rôle pivot dans La Femme qui pleure, dans lequel elle forme un ménage à trois compliqué avec Dominique Laffin et Jacques Doillon.
Au début des années 1980, Haydée Politoff arrête sa carrière d'actrice et déménage aux États-Unis.

« On a fini de tourner La Collectionneuse à Saint-Tropez. Après cela, l'actrice est partie en Italie pour y être une vedette de cinéma pendant dix ans. Ensuite, elle s'est mariée avec une vedette du rock britannique et elle a déménagé à San Francisco. Aujourd'hui, elle habite sans doute aux États-Unis, quelque part dans la région de Big Sur. »

— Patrick Bauchau
En 2018, elle fait une apparition avec quelques lignes de dialogues au tout début d'un film indépendant tourné à Chicago, Rendezvous in Chicago (en).

## Filmographie

### Cinéma

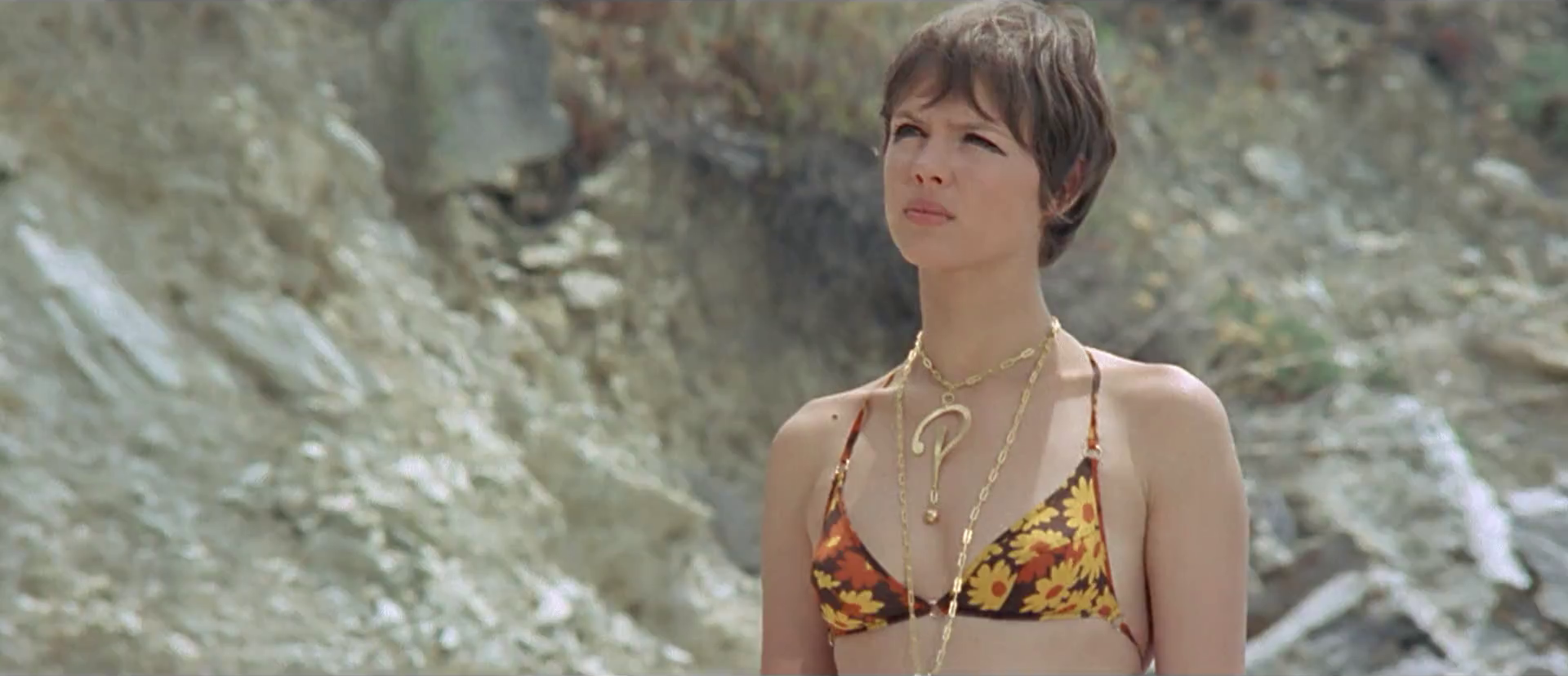
Haydée Politoff dans Les Allumeuses en 1969.

- 1967 : La Collectionneuse d'Éric Rohmer : Haydée
- 1968 :  Les Jeunes Loups de Marcel Carné : Sylvie
- 1968 : Ne jouez pas avec les Martiens d'Henri Lanoë : La bonne du docteur
- 1968 : Bora Bora d'Ugo Liberatore : Marita
- 1968 : La Contestation (L'età del malessere) de Giuliano Biagetti : Enrica
- 1969 : Échec à la reine (Scacco alla regina) de Pasquale Festa Campanile : Silvia
- 1969 : Les Allumeuses (Interrabang) de Giuliano Biagetti : Valeria
- 1970 : Les Sorcières du bord du lac (Il delitto del diavolo) de Tonino Cervi : Liv
- 1970 : Las secretas intenciones d'Antonio Eceiza : Blanca
- 1972 : La Vierge de Bali (La vergine di Bali) de Guido Zurli : Maryon
- 1972 : Les Proxénètes (Ettore lo fusto) d'Enzo G. Castellari : Chryséis
- 1972 : L'Amour l'après-midi d'Éric Rohmer : La séquence du rêve
- 1973 : L'Autre Face du parrain (L'altra faccia del padrino) de Franco Prosperi : Angelica Magliulo
- 1974 : Le Grand Amour du comte Dracula (El gran amor del conde Drácula) de Javier Aguirre : Karen
- 1975 : La Guerre des otages (The Human Factor) d'Edward Dmytryk : Pidgeon
- 1979 : La Femme qui pleure de Jacques Doillon : Haydee
- 1981 : Cappotto di legno de Gianni Manera : Teresa Talascio
- 2018 : Rendezvous in Chicago (en) de Michael Glover Smith : Dr Scherer (apparition)

### Télévision
- 1967:  Le Lapin de Noël  (Dim Dam Dom) : Véronique
- 1978 : Le Mutant (Série TV) : Marie Morand